# Madill
Madill és una ciutat dels Estats Units a l'estat d'Oklahoma. Segons el cens del 2000 tenia 3.410 habitants.

## Demografia
Segons el cens del 2000, Madill tenia 3.410 habitants, 1.284 habitatges, i 830 famílies. La densitat de població era de 455,6 habitants per km².
Dels 1.284 habitatges en un 32,6% hi vivien nens de menys de 18 anys, en un 47,7% hi vivien parelles casades, en un 12,5% dones solteres, i en un 35,3% no eren unitats familiars. En el 32,2% dels habitatges hi vivien persones soles el 19,4% de les quals corresponia a persones de 65 anys o més que vivien soles. El nombre mitjà de persones vivint en cada habitatge era de 2,47 i el nombre mitjà de persones que vivien en cada família era de 3,12.
Per edats la població es repartia de la següent manera: un 26,8% tenia menys de 18 anys, un 9,7% entre 18 i 24, un 25,3% entre 25 i 44, un 18,7% de 45 a 60 i un 19,6% 65 anys o més.
L'edat mediana era de 35 anys. Per cada 100 dones de 18 o més anys hi havia 86,3 homes.
La renda mediana per habitatge era de 22.457 $ i la renda mediana per família de 26.892 $. Els homes tenien una renda mediana de 22.420 $ mentre que les dones 18.203 $. La renda per capita de la població era de 12.614 $. Entorn del 19,2% de les famílies i el 26,1% de la població estaven per davall del llindar de pobresa.

## Poblacions més properes
El següent diagrama mostra les poblacions més properes.